# Головнино (Сахалинская область)
Головнино́ (айн. Томари, яп. 泊村 Томари-мура) — село на острове Кунашир. Расположено в Южно-Курильском городском округе Сахалинской области России.

## История
В 1777 году на Курильские острова отправилась экспедиция Антипина и Шабалина.
Известный сахалинский историк — краевед Игорь Самарин после тщательного изучения малоизвестной "Меркаторской карты" Курильских островов, составленной по результатам плавания 1775-1778 гг. обнаружил на ней надпись "… D где были российские люди в 2 байдарах в 778 году". Значок D показан в глубокой бухте, изображенной в южной части острова Кунашир, то есть в заливе Измены. И это дает право с большой долей уверенности определить, что русская экспедиция под началом Шабалина пристала в местечке Томари (ныне село Головнино).
В мае 1789 года в поселении (тогда Томари) произошло нападение айнского населения на японских торговцев, что было началом Менаси-Кунаширского восстания.
С 1855 года относилось к японскому княжеству Мацумаэ, переименованному в 1869 году в губернаторство Хоккайдо.
После Советско-японской войны перешло под управление Советского Союза.
До 1946 года село называлось по-айнски Томари, что в переводе означает «пристань, бухта, гавань, якорное место».
Указом Президиума Верховного Совета РСФСР от 15 октября 1947 года было переименовано в Головнино в честь русского мореплавателя и путешественника, вице-адмирала Василия Михайловича Головнина, взятого здесь в японский плен в 1811 году.

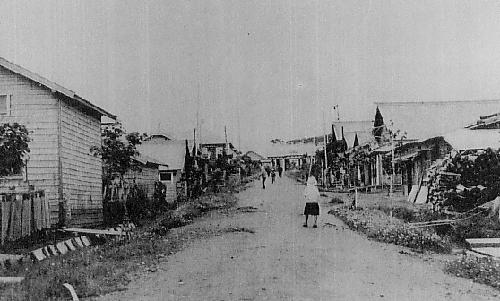
посёлок Томари до 1945 года.

Согласно федеративному устройству Российской Федерации, село является частью Сахалинской области и входит в Южно-Курильский район согласно административно-территориальному устройству области и в Южно-Курильский городской округ согласно муниципальному устройству. Остров является предметом территориального спора между Японией и Россией. Япония эту территорию называет селом Томари  и относит к уезду Кунасири округа Немуро префектуры Хоккайдо.

## Население
| 2002 | 2010 | 2021 |
| ---- | ---- | ---- |
| 139  | ↘102 | ↗153 |

По данным переписи 2002 года постоянное население села составляло 139 человек, 91 % которых — русские.

## Экономика
В Головнино расположено крупное неразрабатываемое месторождение серы, находящееся в госрезерве.